# 25228 Mikekitt
25228 Mikekitt è un asteroide della fascia principale. Scoperto nel 1998, presenta un'orbita caratterizzata da un semiasse maggiore pari a 2,9922018 UA e da un'eccentricità di 0,0253178, inclinata di 5,36082° rispetto all'eclittica.